# Województwo
Województwo – jednostka podziału administracyjnego najwyższego stopnia w Polsce, od 1990 r. jednostka zasadniczego podziału terytorialnego administracji rządowej, a od 1999 r. także jednostka samorządu terytorialnego.
Podział kraju na województwa ma swoje korzenie w okresie rozbicia dzielnicowego, stąd ich zróżnicowanie pod względem wielkości w czasach Rzeczypospolitej Obojga Narodów. Pierwsze województwa powstawały w XIV w. Pierwotnie były to samodzielne zgromadzenia wojskowe na określonych terenach Polski, którymi zarządzali wyznaczani przez władcę wojewodowie (od: wodzić woje).
Status województwa reguluje w Polsce ustawa o samorządzie województwa z dnia 5 czerwca 1998 r.

Podział administracyjny Polski (stan od 1 stycznia 2010 do dziś)

## Liczba województw
- 1582–1634 – 34 (+ 1 księstwo, 1 biskupstwo, 1 ziemia)
- 1634–1660 – 35 (+ 1 księstwo, 1 biskupstwo, 1 ziemia)
- 1660–1717 – 33 (+ 1 księstwo, 1 biskupstwo, 1 ziemia)
- 1717–1768 – 33 (+ 1 księstwo, 1 biskupstwo)

(w Księstwie Warszawskim w miejsce województw wprowadzono departamenty)
- 1815–1837 (Królestwo Polskie) – 8

(w Królestwie Polskim w latach 1837–1915 w miejsce województw wprowadzono gubernie)
- 1922–1939 – 16 (w tym województwo śląskie posiadające autonomię, +1 miasto wydzielone)
- 1944–1945 – 10 (w tym województwo śląskie posiadające autonomię, +2 miasta wydzielone)
- 1945–1946 – 11 (+2 miasta wydzielone)
- 1946–1950 – 14 (+2 miasta wydzielone)
- 1950–1975 – 17 (+2 miasta wydzielone, od 1954 5 miast wydzielonych)
- 1975–1998 – 49
- od 1 stycznia 1999 – 16

## Stan aktualny – 16 województw
Reforma administracyjna, która weszła w życie 1 stycznia 1999, ustanowiła 16 nowych województw. Celem tej reformy było utworzenie większych regionów, które mogłyby konkurować z innymi regionami po wstąpieniu do Unii Europejskiej (zobacz: NUTS). Dotychczasowe województwa były zbyt małe, by efektywnie wykorzystywać środki finansowe.
Wprowadzeniu nowego podziału na województwa towarzyszyły liczne dyskusje. Niektóre projekty zakładały utworzenie mniejszej liczby województw (najczęściej mówiło się o 12). Nieco mniej zwolenników miały projekty utworzenia 25 województw lub pozostawienia dotychczasowego podziału na 49 województw. Liczne protesty społeczne, m.in. w Opolu i Kielcach, doprowadziły do utworzenia większej liczby jednostek. W dwóch województwach zdecydowano się na rozdzielenie siedzib wojewodów i sejmików województw.
Od 1999 r. pojawiają się opinie postulujące utworzenie jeszcze trzech województw: staropolskiego, środkowopolskiego, środkowopomorskiego oraz wyłączenia Warszawy z województwa mazowieckiego.
Potoczne określenie „miasto wojewódzkie” odnosi się do miasta, w którym siedzibę mają wojewoda i (lub) marszałek województwa. Wszystkie miasta wojewódzkie mają status miasta na prawach powiatu.

### Podział na województwa od 1999 r.
| TERYT   | Województwo         | Siedziba                             | Powierzchnia [km²], 2024-01-01 | Ludność 2024-06-30 | Gęstość zaludnienia [osób/km²] | Poziom urbanizacji (31 XII 2018) | Stopa bezrobocia (I 2019) | PKB na 1 mieszkańca (31 XII 2018) [zł] | Wyróżnik na tablicach rejestracyjnych |
| ------- | ------------------- | ------------------------------------ | ------------------------------ | ------------------ | ------------------------------ | -------------------------------- | ------------------------- | -------------------------------------- | ------------------------------------- |
| 02 (DS) | dolnośląskie        | Wrocław                              | 19 947,04                      | 2 874 496          | 144,1                          | 68,61%                           | 5,4%                      | 57 228                                 | D, V                                  |
| 04 (KP) | kujawsko-pomorskie  | Bydgoszcz1) Toruń2)                  | 17 971,55                      | 1 990 323          | 110,7                          | 59,09%                           | 9,2%                      | 41 875                                 | C                                     |
| 06 (LU) | lubelskie           | Lublin                               | 25 122,43                      | 2 003 475          | 79,7                           | 46,46%                           | 8,4%                      | 35 712                                 | L                                     |
| 08 (LB) | lubuskie            | Gorzów Wielkopolski1) Zielona Góra2) | 13 987,72                      | 972 140            | 69,5                           | 64,95%                           | 6,2%                      | 42 755                                 | F                                     |
| 10 (LD) | łódzkie             | Łódź                                 | 18 218,98                      | 2 354 135          | 129,2                          | 62,55%                           | 6,3%                      | 48 126                                 | E                                     |
| 12 (MA) | małopolskie         | Kraków                               | 15 183,59                      | 3 429 685          | 225,9                          | 48,19%                           | 4,9%                      | 47 272                                 | K, J                                  |
| 14 (MZ) | mazowieckie         | Warszawa                             | 35 558,71                      | 5 510 618          | 155                            | 64,40%                           | 5,1%                      | 83 123                                 | W, A                                  |
| 16 (OP) | opolskie            | Opole                                | 9 411,60                       | 933 349            | 99,1                           | 53,30%                           | 6,6%                      | 41 080                                 | O                                     |
| 18 (PK) | podkarpackie        | Rzeszów                              | 17 845,37                      | 2 067 139          | 115,8                          | 41,09%                           | 9,1%                      | 36 088                                 | R, Y                                  |
| 20 (PD) | podlaskie           | Białystok                            | 20 186,85                      | 1 135 201          | 56,2                           | 60,79%                           | 8,1%                      | 37 077                                 | B                                     |
| 22 (PM) | pomorskie           | Gdańsk                               | 19 546,81                      | 2 359 956          | 120,7                          | 63,66%                           | 5,2%                      | 50 001                                 | G, X                                  |
| 24 (SL) | śląskie             | Katowice                             | 12 334,07                      | 4 305 126          | 349                            | 76,73%                           | 4,5%                      | 53 654                                 | S, I                                  |
| 26 (SK) | świętokrzyskie      | Kielce                               | 11 708,78                      | 1 163 001          | 99,3                           | 44,86%                           | 8,7%                      | 36 970                                 | T                                     |
| 28 (WN) | warmińsko-mazurskie | Olsztyn                              | 24 173,71                      | 1 353 374          | 56                             | 58,99%                           | 10,9%                     | 36 306                                 | N                                     |
| 30 (WP) | wielkopolskie       | Poznań                               | 29 826,75                      | 3 484 177          | 116,8                          | 54,27%                           | 3,3%                      | 56 496                                 | P, M                                  |
| 32 (ZP) | zachodniopomorskie  | Szczecin                             | 22 909,65                      | 1 626 876          | 71                             | 68,50%                           | 7,8%                      | 43 150                                 | Z                                     |

1) siedziba wojewody, 2) siedziba sejmiku wojewódzkiego i urzędu marszałkowskiego

### Województwa w okresie I Rzeczypospolitej

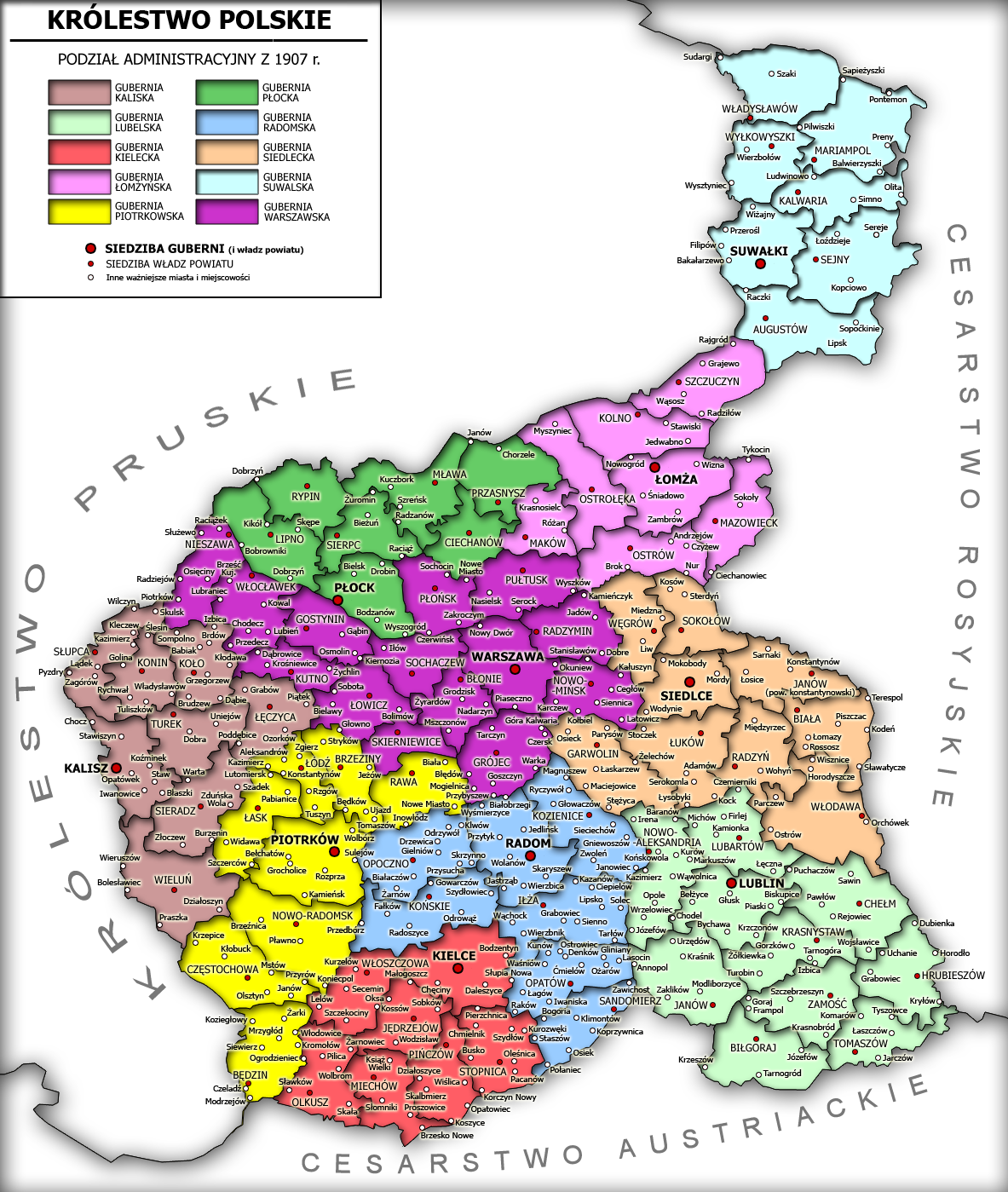
Podział administracyjny Królestwa Polskiego w 1907 r.

## Województwa w przeszłości

### Pierwsze województwa w Polsce
| Prowincja    | Lp. | Województwo   | Ziemia (na której się znajdowało) | Okres istnienia | Wojewodowie | Miasto wojewódzkie | Współczesne województwo (w przybliżeniu)                   |
| ------------ | --- | ------------- | --------------------------------- | --------------- | ----------- | ------------------ | ---------------------------------------------------------- |
| wielkopolska | 1.  | poznańskie    | poznańska, wschowska              | 1314–1793       | wojewodowie | Poznań             | wielkopolskie                                              |
| wielkopolska | 2.  | kaliskie      | kaliska                           | 1314–1793       | wojewodowie | Kalisz             | wielkopolskie                                              |
| wielkopolska | 3.  | sieradzkie    | sieradzka, wieluńska              | 1339–1795       | wojewodowie | Sieradz            | łódzkie                                                    |
| wielkopolska | 4.  | łęczyckie     | łęczycka                          | 1352–1793       | wojewodowie | Łęczyca            | łódzkie                                                    |
| wielkopolska | 5.  | brzeskie      | kujawska                          | XIV w. – 1793   | wojewodowie | Brześć Kujawski    | kujawsko-pomorskie                                         |
| wielkopolska | 6.  | gniewkowskie  | kujawska, dobrzyńska              | XIV – XV w.     | wojewodowie | Gniewkowo          | kujawsko-pomorskie                                         |
| małopolska   | 7.  | krakowskie    | krakowska                         | 1308–1795       | wojewodowie | Kraków             | małopolskie                                                |
| małopolska   | 8.  | sandomierskie | sandomierska, lubelska, łukowska  | 1308–1795       | wojewodowie | Sandomierz         | południowa część województwa mazowieckiego, świętokrzyskie |

### WojewództwaKrólestwa Polskiego(do 1816 – departamenty) 1815–1837
- krakowskie (siedziba władz – Miechów, potem Kielce)
- sandomierskie (siedziba władz – Radom)
- kaliskie
- lubelskie
- płockie
- mazowieckie (siedziba władz – Warszawa)
- podlaskie (siedziba władz – Siedlce)
- augustowskie (siedziba władz – Suwałki).

Od 1837 r. Królestwo Polskie dzieliło się na gubernie.

### Województwa w okresie międzywojennym (1918–1939)

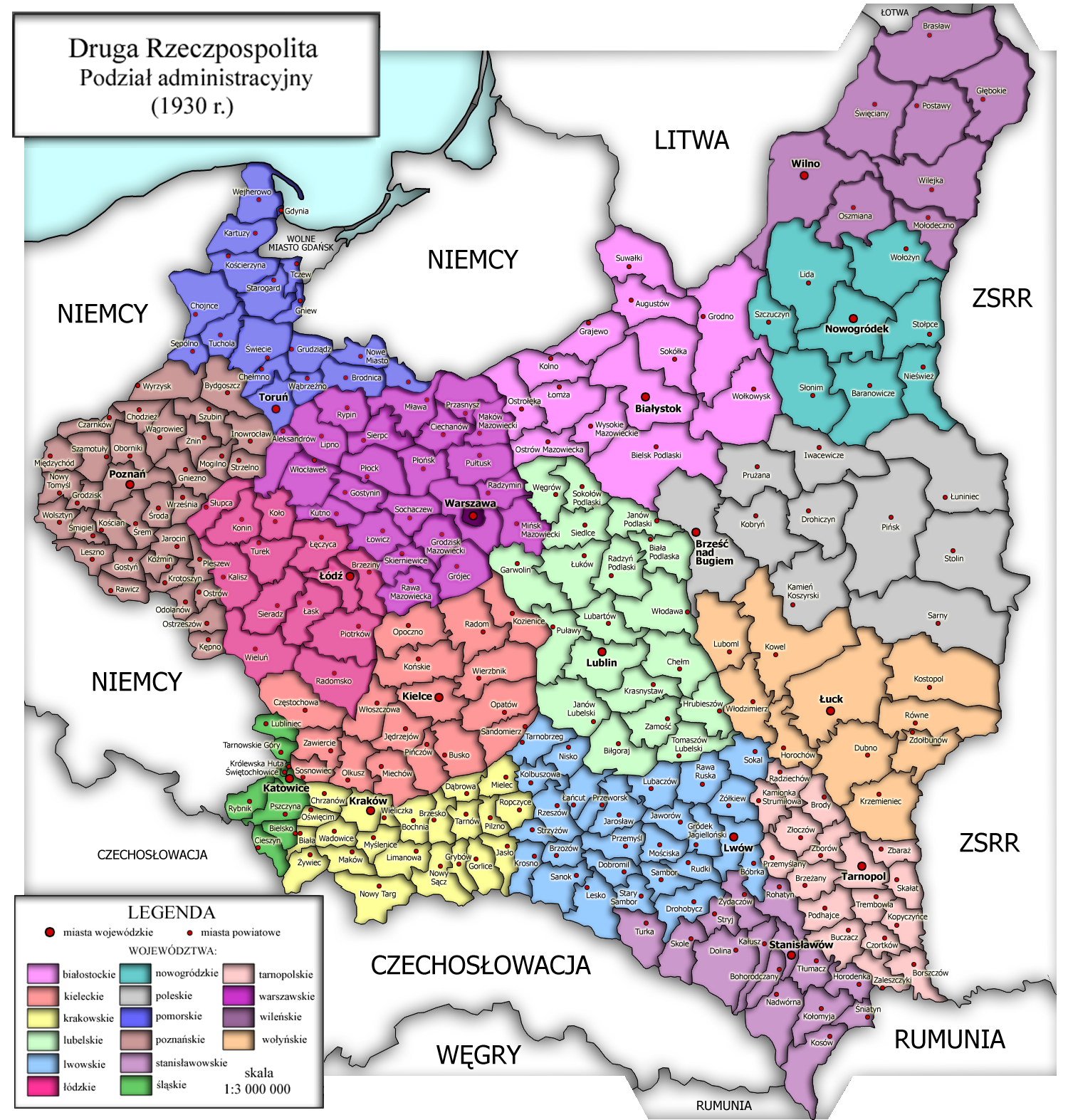
Podział administracyjny II RP w 1930 r.

2 sierpnia 1919 uchwałą sejm podzielił terytorium byłego Królestwa Polskiego na 5 województw, a dla Warszawy przewidział odrębną jednostkę administracyjną:
- białostockie
- kieleckie
- lubelskie
- łódzkie
- warszawskie.

W ciągu następnych kilku lat dodano kolejnych 10 województw z ziem pozostałych zaborów:
- krakowskie
- lwowskie
- nowogródzkie
- poleskie (Brześć)
- pomorskie (Toruń)
- poznańskie
- stanisławowskie
- tarnopolskie
- wileńskie
- wołyńskie (Łuck).

15 lipca 1920 roku utworzono nowe województwo powstałe na terenach odłączonych od Niemiec w wyniku plebiscytu i powstań śląskich tamtejszej polskiej ludności dążącej do włączenia Górnego Śląska w granice Polski oraz z byłych terenów Austro-Węgier (Śląsk Cieszyński):
- województwo śląskie (Katowice), posiadające autonomię.

Województwa z podziałem na powiaty – zobacz podział administracyjny II RP.
| Podział na województwa w okresie międzywojennym stan z 1 kwietnia 1939 | Podział na województwa w okresie międzywojennym stan z 1 kwietnia 1939 | Podział na województwa w okresie międzywojennym stan z 1 kwietnia 1939 | Podział na województwa w okresie międzywojennym stan z 1 kwietnia 1939 | Podział na województwa w okresie międzywojennym stan z 1 kwietnia 1939 |
| tab. rej. od 1937                                                      | województwo miasto wydzielone                                          | miasto wojewódzkie                                                     | powierzchnia w tys. km² (1930)                                         | ludność w tys. (1931)                                                  |
| ---------------------------------------------------------------------- | ---------------------------------------------------------------------- | ---------------------------------------------------------------------- | ---------------------------------------------------------------------- | ---------------------------------------------------------------------- |
| 00–19                                                                  | miasto Warszawa                                                        | Warszawa                                                               | 0,14                                                                   | 1179,5                                                                 |
| 20–24                                                                  | białostockie                                                           | Białystok                                                              | 26,0                                                                   | 1263,3                                                                 |
| 25–29                                                                  | kieleckie                                                              | Kielce                                                                 | 22,2                                                                   | 2671,0                                                                 |
| 30–34                                                                  | krakowskie                                                             | Kraków                                                                 | 17,6                                                                   | 2300,1                                                                 |
| 35–39                                                                  | lubelskie                                                              | Lublin                                                                 | 26,6                                                                   | 2116,2                                                                 |
| 40–44                                                                  | lwowskie                                                               | Lwów                                                                   | 28,4                                                                   | 3126,3                                                                 |
| 45–49                                                                  | łódzkie                                                                | Łódź                                                                   | 20,4                                                                   | 2650,1                                                                 |
| 50–54                                                                  | nowogródzkie                                                           | Nowogródek                                                             | 23,0                                                                   | 1057,2                                                                 |
| 55–59                                                                  | poleskie                                                               | Brześć                                                                 | 36,7                                                                   | 1132,2                                                                 |
| 60–64                                                                  | pomorskie                                                              | Toruń                                                                  | 25,7                                                                   | 1884,4                                                                 |
| 65–69                                                                  | poznańskie                                                             | Poznań                                                                 | 28,1                                                                   | 2339,6                                                                 |
| 70–74                                                                  | stanisławowskie                                                        | Stanisławów                                                            | 16,9                                                                   | 1480,3                                                                 |
| 75–79                                                                  | śląskie                                                                | Katowice                                                               | 5,1                                                                    | 1533,5                                                                 |
| 80–84                                                                  | tarnopolskie                                                           | Tarnopol                                                               | 16,5                                                                   | 1600,4                                                                 |
| 85–89                                                                  | warszawskie                                                            | Warszawa                                                               | 31,7                                                                   | 2460,9                                                                 |
| 90–94                                                                  | wileńskie                                                              | Wilno                                                                  | 29,0                                                                   | 1276,0                                                                 |
| 95–99                                                                  | wołyńskie                                                              | Łuck                                                                   | 35,7                                                                   | 2085,6                                                                 |

### Województwa w latach 1944–1975

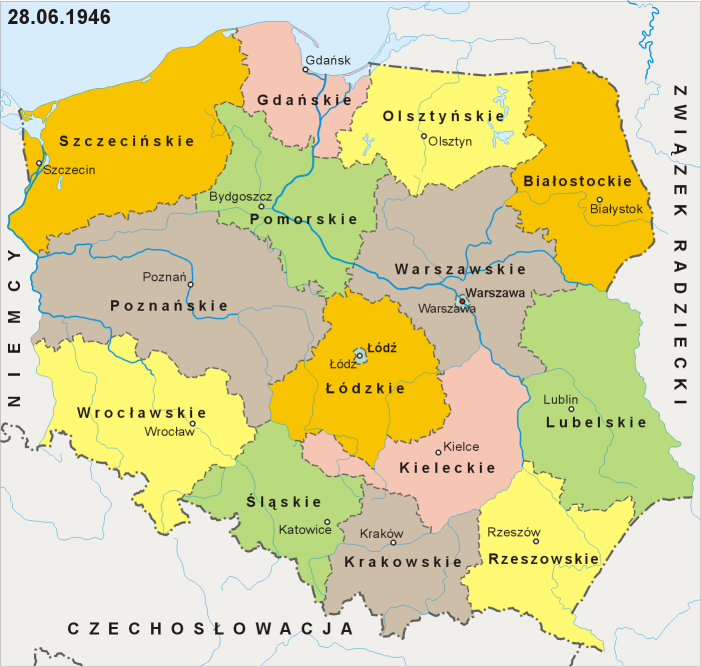
Podział administracyjny w 1946 r.

Podział administracyjny w 1957 r.

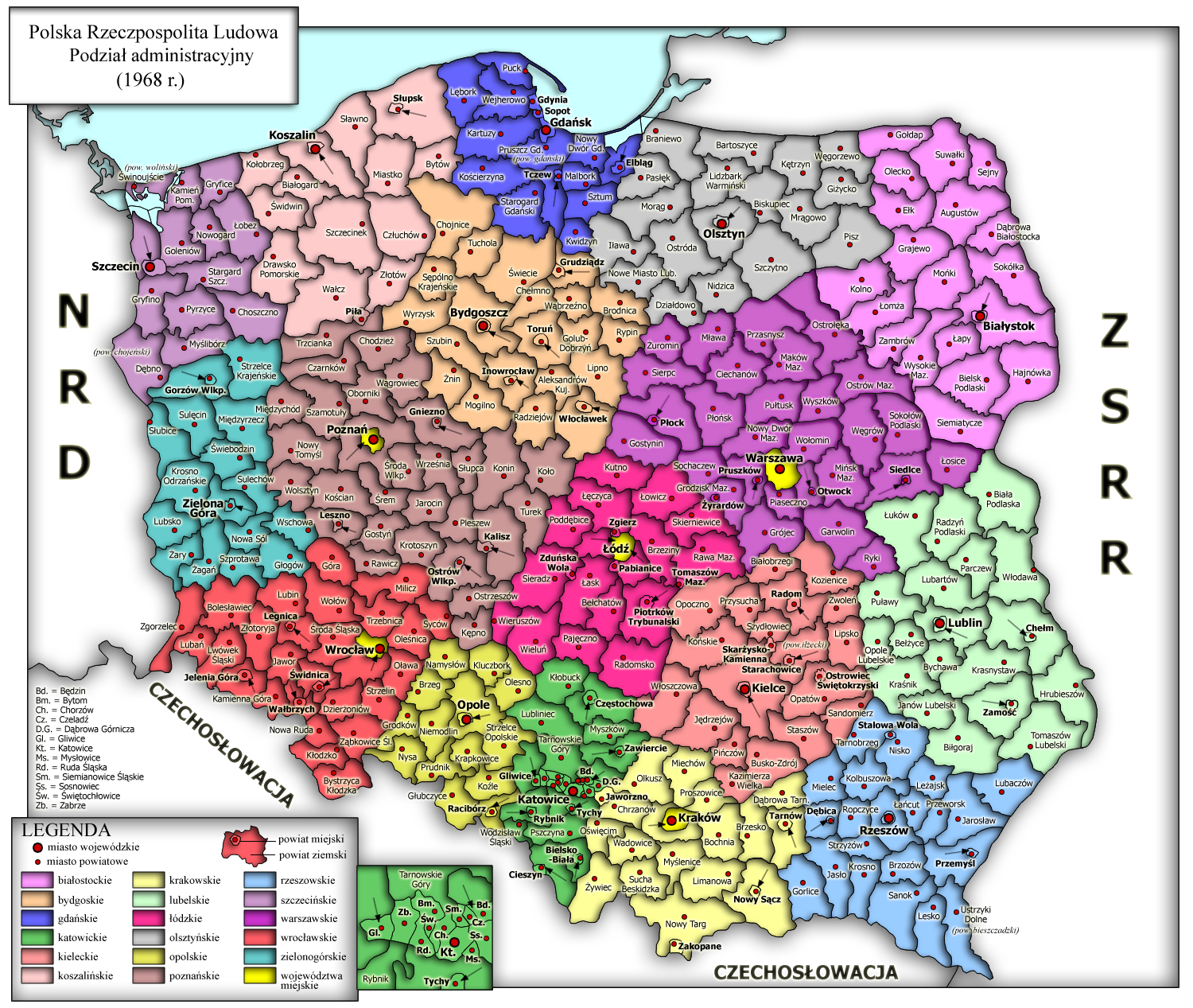
Podział administracyjny w 1968 r.

Zmiany terytorium Polski po II wojnie światowej wymusiły reorganizację podziału administracyjnego kraju. W 22 sierpnia 1944 na mocy Dekretu Polskiego Komitetu Wyzwolenia Narodowego z dnia 21 sierpnia 1944 r. o trybie powołania władz administracji ogólnej I i II instancji przywrócono przedwojenny podział administracyjny Polski. Ponieważ granice kraju nie były jeszcze ustalone, a jego część znajdowała się nadal pod okupacją, nie można mówić o faktycznej liczbie istniejących wówczas województw.
1 kwietnia 1945 z województwa kieleckiego przeniesiono do województwa krakowskiego powiat miechowski, 7 kwietnia 1945 powołano województwo gdańskie, w którego skład wszedł obszar Wolnego Miasta Gdańska i 6 powiatów województwa pomorskiego (gdyński, kartuski, morski, starogardzki, kościerski i tczewski). 7 maja 1945 anulowano autonomię województwa śląskiego. 9 sierpnia fragment województwa lwowskiego włączono do województwa lubelskiego, a 18 sierpnia 1945 utworzono województwo rzeszowskie z pozostałej w Polsce części województwa lwowskiego i 4 powiatów województwa krakowskiego (dębicki, gorlicki, jasielski i mielecki) oraz zmieniono granice województw: śląskiego, krakowskiego, kieleckiego, białostockiego i warszawskiego (powiaty będziński i zawierciański przeniesiono z województwa kieleckiego do śląskiego, olkuski z kieleckiego do krakowskiego oraz łomżyński z warszawskiego do białostockiego). Dodatkowo z województwa łódzkiego wydzielono miasto Łódź, które stało się miastem na prawach województwa.
Tereny włączone do Polski początkowo znajdowały się pod radziecką administracją wojskową, a 14 marca 1945, jeszcze przed zajęciem wszystkich tych terenów, utworzono na nich 4 okręgi administracyjne nieposiadające statusu województw: Okręg I (Śląsk Opolski), Okręg II (Dolny Śląsk), Okręg III (Pomorze Zachodnie), Okręg IV (Mazurski). Dopiero 28 czerwca 1946 obszar Ziem Odzyskanych włączono do zasadniczego podziału kraju tworząc na nim trzy nowe województwa (olsztyńskie, szczecińskie i wrocławskie) oraz część ziem włączając do województw: białostockiego, gdańskiego, poznańskiego i śląskiego.
Od 28 czerwca 1946 Polska dzieliła się na 14 województw oraz 2 miasta wydzielone:
- województwo białostockie
- województwo pomorskie (później: województwo bydgoskie)
- województwo gdańskie
- województwo śląskie, zwane również śląsko-dąbrowskim
- województwo kieleckie
- województwo krakowskie
- województwo lubelskie
- województwo łódzkie
- województwo olsztyńskie
- województwo poznańskie
- województwo rzeszowskie
- województwo szczecińskie
- województwo warszawskie
- województwo wrocławskie
- miasta wydzielone:
  - Warszawa
  - Łódź.

W 1950 r. dokonano kilku zmian w podziale administracyjnym. Zmiany te dotyczyły tzw. Ziem Odzyskanych. Trzy istniejące już województwa podzielono, wydzielając tym samym trzy nowe jednostki terytorialne: województwo koszalińskie (z województwa szczecińskiego), województwo zielonogórskie (z województwa poznańskiego) i województwo opolskie (z województwa śląskiego, które zmieniło nazwę na województwo katowickie (w latach 1953–1956 województwo stalinogrodzkie). Owe zmiany nie ograniczały się jednak tylko do utworzenia nowych województw, skorygowano także granice już istniejących. W 1957 roku wydzielone zostały 3 kolejne miasta: Kraków, Poznań i Wrocław.
| Podział na województwa i miasta wydzielone w latach 1945–1975                                                                | Podział na województwa i miasta wydzielone w latach 1945–1975 | Podział na województwa i miasta wydzielone w latach 1945–1975 | Podział na województwa i miasta wydzielone w latach 1945–1975 | Podział na województwa i miasta wydzielone w latach 1945–1975 |
| tab rej od 1956 | województwo                                                   | miasto wojewódzkie                                            | powierzchnia km² (1965)                                       | ludność (1965)                                                |
| --- | ------------------------------------------------------------- | ------------------------------------------------------------- | ------------------------------------------------------------- | ------------------------------------------------------------- |
| A | białostockie                                                  | Białystok                                                     | 23 136                                                        | 1 160 400                                                     |
| B | bydgoskie                                                     | Bydgoszcz                                                     | 20 794                                                        | 1 837 100                                                     |
| G | gdańskie                                                      | Gdańsk                                                        | 10 984                                                        | 1 352 800                                                     |
| S | katowickie (1953–1956 stalinogrodzkie)                        | Katowice (1953–1956 Stalinogród)                              | 9518                                                          | 3 524 300                                                     |
| C | kieleckie                                                     | Kielce                                                        | 19 498                                                        | 1 899 100                                                     |
| E | koszalińskie1)                                                | Koszalin                                                      | 17 974                                                        | 755 100                                                       |
| K | krakowskie                                                    | Kraków                                                        | 15 350                                                        | 2 127 600                                                     |
| L | lubelskie                                                     | Lublin                                                        | 24 829                                                        | 1 900 500                                                     |
| F | łódzkie                                                       | Łódź                                                          | 17 064                                                        | 1 665 200                                                     |
| O | olsztyńskie                                                   | Olsztyn                                                       | 20 994                                                        | 956 600                                                       |
| H | opolskie1)                                                    | Opole                                                         | 9506                                                          | 1 009 200                                                     |
| P | poznańskie                                                    | Poznań                                                        | 26 723                                                        | 2 126 300                                                     |
| R | rzeszowskie                                                   | Rzeszów                                                       | 18 658                                                        | 1 692 800                                                     |
| M | szczecińskie                                                  | Szczecin                                                      | 12 677                                                        | 847 600                                                       |
| T | warszawskie                                                   | Warszawa                                                      | 29 369                                                        | 2 453 000                                                     |
| X | wrocławskie                                                   | Wrocław                                                       | 18 827                                                        | 1 967 000                                                     |
| Z | zielonogórskie1)                                              | Zielona Góra                                                  | 14 514                                                        | 847 200                                                       |
| tab rej od 1956 | miasto wydzielone                                             | miasto wydzielone                                             | powierzchnia km² (1965)                                       | ludność (1965)                                                |
| I | Łódź                                                          | Łódź                                                          | 214                                                           | 744 100                                                       |
| W | Warszawa                                                      | Warszawa                                                      | 446                                                           | 1 252 600                                                     |
| K | Kraków2)                                                      | Kraków2)                                                      | 230                                                           | 520 100                                                       |
| P | Poznań2)                                                      | Poznań2)                                                      | 220                                                           | 438 200                                                       |
| X | Wrocław2)                                                     | Wrocław2)                                                     | 225                                                           | 474 200                                                       |
| 1) nowe województwa utworzone w 1950; 2) miasta wydzielone w 1957, nie otrzymały odrębnych liter w tablicach rejestracyjnych |                                                               |                                                               |                                                               |                                                               |

### Województwa w latach 1975–1998
W dniu 29 listopada 1972 r. został przeprowadzony pierwszy etap reformy administracyjnej: zamiast 4459 tzw. gromad wprowadzono podział na gminy; na drugim etapie, wprowadzonym 1 czerwca 1975 r., zlikwidowano poziom powiatowy i wprowadzono podział dwustopniowy: gminy, miasta i dzielnice miast na pierwszym poziomie oraz w miejsce 17 województw i 5 miast wydzielonych wprowadzono podział na 49 województw na poziomie drugim. Ten podział przetrwał do 1998. Niekiedy miasta wojewódzkie liczyły poniżej 50 tys. mieszkańców. Powołano dodatkowe struktury przestrzenne: makrorejony oraz rejony.

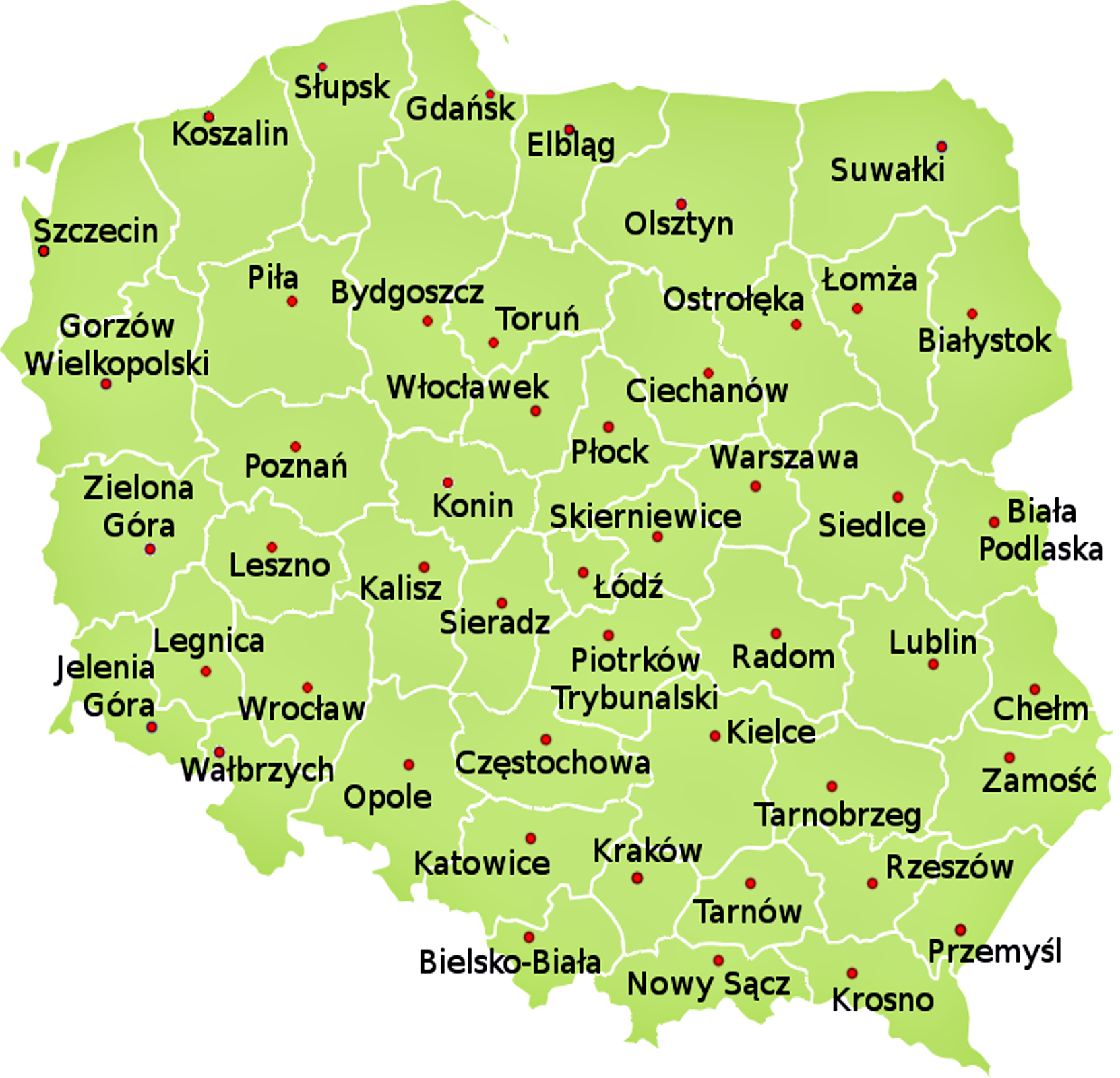
Podział administracyjny Polski w latach 1975–1998

| Podział na województwa w latach 1975–1998 | Podział na województwa w latach 1975–1998 | Podział na województwa w latach 1975–1998 | Podział na województwa w latach 1975–1998 | Podział na województwa w latach 1975–1998 | Podział na województwa w latach 1975–1998 |
| województwo                               | miasto wojewódzkie                        | powierzchnia km² (1998)                   | ludność (1980)                            | miasta                                    | gminy                                     |
| ----------------------------------------- | ----------------------------------------- | ----------------------------------------- | ----------------------------------------- | ----------------------------------------- | ----------------------------------------- |
| bialskopodlaskie                          | Biała Podlaska                            | 5348                                      | 286 400                                   | 6                                         | 35                                        |
| białostockie                              | Białystok                                 | 10 055                                    | 641 100                                   | 17                                        | 49                                        |
| bielskie                                  | Bielsko-Biała                             | 3704                                      | 829 900                                   | 18                                        | 47                                        |
| bydgoskie                                 | Bydgoszcz                                 | 10 349                                    | 1 036 000                                 | 27                                        | 55                                        |
| chełmskie                                 | Chełm                                     | 3865                                      | 230 900                                   | 4                                         | 25                                        |
| ciechanowskie                             | Ciechanów                                 | 6362                                      | 405 400                                   | 9                                         | 45                                        |
| częstochowskie                            | Częstochowa                               | 6182                                      | 747 900                                   | 17                                        | 49                                        |
| elbląskie                                 | Elbląg                                    | 6103                                      | 441 500                                   | 15                                        | 37                                        |
| gdańskie                                  | Gdańsk                                    | 7394                                      | 1 333 800                                 | 19                                        | 43                                        |
| gorzowskie                                | Gorzów Wielkopolski                       | 8484                                      | 455 400                                   | 21                                        | 38                                        |
| jeleniogórskie                            | Jelenia Góra                              | 4378                                      | 492 600                                   | 24                                        | 28                                        |
| kaliskie                                  | Kalisz                                    | 6512                                      | 668 000                                   | 20                                        | 53                                        |
| katowickie                                | Katowice                                  | 6650                                      | 3 733 900                                 | 43                                        | 46                                        |
| kieleckie                                 | Kielce                                    | 9211                                      | 1 068 700                                 | 17                                        | 69                                        |
| konińskie                                 | Konin                                     | 5139                                      | 441 200                                   | 18                                        | 43                                        |
| koszalińskie                              | Koszalin                                  | 8470                                      | 462 200                                   | 17                                        | 35                                        |
| krakowskie                                | Kraków                                    | 3254                                      | 1 167 500                                 | 10                                        | 38                                        |
| krośnieńskie                              | Krosno                                    | 5702                                      | 448 200                                   | 12                                        | 37                                        |
| legnickie                                 | Legnica                                   | 4037                                      | 458 900                                   | 11                                        | 31                                        |
| leszczyńskie                              | Leszno                                    | 4254                                      | 357 600                                   | 19                                        | 28                                        |
| lubelskie                                 | Lublin                                    | 6793                                      | 935 200                                   | 16                                        | 62                                        |
| łomżyńskie                                | Łomża                                     | 6684                                      | 325 800                                   | 12                                        | 39                                        |
| łódzkie                                   | Łódź                                      | 1523                                      | 1 127 800                                 | 8                                         | 11                                        |
| nowosądeckie                              | Nowy Sącz                                 | 5576                                      | 628 800                                   | 14                                        | 41                                        |
| olsztyńskie                               | Olsztyn                                   | 12 327                                    | 681 400                                   | 21                                        | 48                                        |
| opolskie                                  | Opole                                     | 8535                                      | 975 000                                   | 29                                        | 61                                        |
| ostrołęckie                               | Ostrołęka                                 | 6498                                      | 371 400                                   | 9                                         | 38                                        |
| pilskie                                   | Piła                                      | 8205                                      | 437 100                                   | 24                                        | 35                                        |
| piotrkowskie                              | Piotrków Trybunalski                      | 6266                                      | 604 200                                   | 10                                        | 51                                        |
| płockie                                   | Płock                                     | 5117                                      | 496 100                                   | 9                                         | 44                                        |
| poznańskie                                | Poznań                                    | 8151                                      | 1 237 800                                 | 33                                        | 57                                        |
| przemyskie                                | Przemyśl                                  | 4437                                      | 380 000                                   | 9                                         | 35                                        |
| radomskie                                 | Radom                                     | 7295                                      | 702 300                                   | 15                                        | 61                                        |
| rzeszowskie                               | Rzeszów                                   | 4397                                      | 648 900                                   | 13                                        | 41                                        |
| siedleckie                                | Siedlce                                   | 8499                                      | 616 300                                   | 12                                        | 66                                        |
| sieradzkie                                | Sieradz                                   | 4869                                      | 392 300                                   | 9                                         | 40                                        |
| skierniewickie                            | Skierniewice                              | 3959                                      | 396 900                                   | 8                                         | 36                                        |
| słupskie                                  | Słupsk                                    | 7453                                      | 369 800                                   | 11                                        | 31                                        |
| suwalskie                                 | Suwałki                                   | 10 490                                    | 422 600                                   | 14                                        | 42                                        |
| szczecińskie                              | Szczecin                                  | 9981                                      | 897 900                                   | 29                                        | 50                                        |
| tarnobrzeskie                             | Tarnobrzeg                                | 6283                                      | 556 300                                   | 14                                        | 46                                        |
| tarnowskie                                | Tarnów                                    | 4151                                      | 607 000                                   | 9                                         | 41                                        |
| toruńskie                                 | Toruń                                     | 5348                                      | 610 800                                   | 13                                        | 41                                        |
| wałbrzyskie                               | Wałbrzych                                 | 4168                                      | 716 100                                   | 31                                        | 30                                        |
| warszawskie                               | Warszawa                                  | 3788                                      | 2 319 100                                 | 27                                        | 32                                        |
| włocławskie                               | Włocławek                                 | 4402                                      | 413 400                                   | 14                                        | 30                                        |
| wrocławskie                               | Wrocław                                   | 6287                                      | 1 076 200                                 | 16                                        | 33                                        |
| zamojskie                                 | Zamość                                    | 6980                                      | 472 100                                   | 10                                        | 47                                        |
| zielonogórskie                            | Zielona Góra                              | 8868                                      | 609 200                                   | 26                                        | 50                                        |